# ECHL 1996/97
Die Saison 1996/97 war die neunte reguläre Saison der East Coast Hockey League (ECHL). Die 23 Teams absolvierten in der regulären Saison je 70 Begegnungen. Das punktbeste Team der regulären Saison waren die South Carolina Stingrays, die in den Play-offs zudem ihren ersten Kelly Cup überhaupt gewannen. Vor der Saison ersetzte die Liga die alte Trophäe für den Playoff-Gewinner, den Riley Cup, durch eben jenen Kelly Cup.

## Teamänderungen
Folgende Änderungen wurden vor Beginn der Saison vorgenommen:
- Die Erie Panthers wurden nach Baton Rouge, Louisiana, umgesiedelt und spielten fortan unter dem Namen Baton Rouge Kingfish.
- Die Nashville Knights wurden nach Pensacola, Florida, umgesiedelt und spielten fortan unter dem Namen Pensacola Ice Pilots.
- Die Wheeling Thunderbirds änderten ihren Namen in Wheeling Nailers.
- Die Mississippi Sea Wolves wurden als Expansionsteam in die Liga aufgenommen.
- Die Peoria Rivermen wurden als Expansionsteam in die Liga aufgenommen.

## Reguläre Saison

### Abschlusstabellen
Abkürzungen: GP = Spiele, W = Siege, L = Niederlagen, T = Unentschieden, OTL = Niederlage nach Overtime, GF = Erzielte Tore, GA = Gegentore, Pts = Punkte
| East Division            | GP | W  | L  | SOL | GF  | GA  | Pts |
| ------------------------ | -- | -- | -- | --- | --- | --- | --- |
| South Carolina Stingrays | 70 | 45 | 15 | 10  | 345 | 253 | 100 |
| Hampton Roads Admirals   | 70 | 46 | 19 | 5   | 286 | 223 | 97  |
| Richmond Renegades       | 70 | 41 | 25 | 4   | 252 | 235 | 86  |
| Roanoke Express          | 70 | 38 | 26 | 6   | 262 | 250 | 82  |
| Charlotte Checkers       | 70 | 35 | 28 | 7   | 271 | 267 | 77  |
| Raleigh Icecaps          | 70 | 30 | 33 | 7   | 256 | 293 | 67  |
| Knoxville Cherokees      | 70 | 24 | 43 | 3   | 260 | 343 | 51  |

| North Division        | GP | W  | L  | SOL | GF  | GA  | Pts |
| --------------------- | -- | -- | -- | --- | --- | --- | --- |
| Columbus Chill        | 70 | 44 | 21 | 5   | 303 | 257 | 93  |
| Peoria Rivermen       | 70 | 43 | 21 | 6   | 308 | 219 | 92  |
| Dayton Bombers        | 70 | 36 | 26 | 8   | 253 | 258 | 80  |
| Wheeling Nailers      | 70 | 36 | 29 | 5   | 298 | 291 | 77  |
| Toledo Storm          | 70 | 32 | 28 | 10  | 258 | 248 | 74  |
| Huntington Blizzard   | 70 | 33 | 33 | 4   | 273 | 296 | 70  |
| Louisville Riverfrogs | 70 | 29 | 31 | 10  | 234 | 290 | 68  |
| Johnstown Chiefs      | 70 | 24 | 39 | 7   | 253 | 354 | 55  |

| South Division            | GP | W  | L  | SOL | GF  | GA  | Pts |
| ------------------------- | -- | -- | -- | --- | --- | --- | --- |
| Tallahassee Tiger Sharks  | 70 | 39 | 23 | 8   | 263 | 236 | 86  |
| Birmingham Bulls          | 70 | 36 | 25 | 9   | 291 | 296 | 81  |
| Louisiana IceGators       | 70 | 38 | 28 | 4   | 292 | 244 | 80  |
| Mobile Mysticks           | 70 | 34 | 25 | 11  | 257 | 263 | 79  |
| Mississippi Sea Wolves    | 70 | 34 | 26 | 10  | 241 | 245 | 78  |
| Pensacola Ice Pilots      | 70 | 36 | 31 | 3   | 275 | 275 | 75  |
| Baton Rouge Kingfish      | 70 | 31 | 33 | 6   | 222 | 238 | 68  |
| Jacksonville Lizard Kings | 70 | 21 | 37 | 12  | 220 | 299 | 54  |

## Kelly-Cup-Playoffs
|  | Erste Runde | Erste Runde              | Erste Runde          |                        |                          | Zweite Runde | Zweite Runde | Zweite Runde |  |  | Dritte Runde | Dritte Runde | Dritte Runde |  |  | Kelly-Cup-Finale | Kelly-Cup-Finale | Kelly-Cup-Finale |
|  |             |                          |                      |                        |                          |              |              |              |  |  |              |              |              |  |  |                  |                  |                  |
|  | E1          | South Carolina Stingrays | 3                    |                        |                          |              |              |              |  |  |              |              |              |  |  |                  |                  |                  |
|  | E5          | Charlotte Checkers       | 0                    |                        |                          |              |              |              |  |  |              |              |              |  |  |                  |                  |                  |
|  | E5          | Charlotte Checkers       | 0                    | E1                     | South Carolina Stingrays | 3            |              |              |  |  |              |              |              |  |  |                  |                  |                  |
|  |             |                          |                      | E1                     | South Carolina Stingrays | 3            |              |              |  |  |              |              |              |  |  |                  |                  |                  |
|  |             |                          | E2                   | Hampton Roads Admirals | 0                        |              |              |              |  |  |              |              |              |  |  |                  |                  |                  |
|  | E2          | Hampton Roads Admirals   | E2                   | Hampton Roads Admirals | 0                        | 3            |              |              |  |  |              |              |              |  |  |                  |                  |                  |
|  | E2          | Hampton Roads Admirals   |                      |                        |                          | 3            |              |              |  |  |              |              |              |  |  |                  |                  |                  |
|  | E4          | Roanoke Express          | 1                    |                        |                          |              |              |              |  |  |              |              |              |  |  |                  |                  |                  |
|  | E4          | Roanoke Express          | 1                    | E1                     | South Carolina Stingrays | 3            |              |              |  |  |              |              |              |  |  |                  |                  |                  |
|  |             |                          |                      | E1                     | South Carolina Stingrays | 3            |              |              |  |  |              |              |              |  |  |                  |                  |                  |
|  |             | S6                       | Pensacola Ice Pilots | 2                      |                          |              |              |              |  |  |              |              |              |  |  |                  |                  |                  |
|  | E3          | S6                       | Pensacola Ice Pilots | 2                      | Richmond Renegades       | 3            |              |              |  |  |              |              |              |  |  |                  |                  |                  |
|  | E3          |                          |                      |                        | Richmond Renegades       | 3            |              |              |  |  |              |              |              |  |  |                  |                  |                  |
|  | N3          | Dayton Bombers           | 1                    |                        |                          |              |              |              |  |  |              |              |              |  |  |                  |                  |                  |
|  | N3          | Dayton Bombers           | 1                    | E3                     | Richmond Renegades       | 1            |              |              |  |  |              |              |              |  |  |                  |                  |                  |
|  |             |                          |                      | E3                     | Richmond Renegades       | 1            |              |              |  |  |              |              |              |  |  |                  |                  |                  |
|  |             |                          | S6                   | Pensacola Ice Pilots   | 3                        |              |              |              |  |  |              |              |              |  |  |                  |                  |                  |
|  | S1          | Tallahassee Tiger Sharks | S6                   | Pensacola Ice Pilots   | 3                        | 0            |              |              |  |  |              |              |              |  |  |                  |                  |                  |
|  | S1          | Tallahassee Tiger Sharks |                      |                        |                          |              |              |              |  |  |              |              |              |  |  |                  |                  |                  |
|  | S6          | Pensacola Ice Pilots     | 3                    |                        |                          |              |              |              |  |  |              |              |              |  |  |                  |                  |                  |
|  | S6          | Pensacola Ice Pilots     | 3                    | E1                     | South Carolina Stingrays | 4            |              |              |  |  |              |              |              |  |  |                  |                  |                  |
|  |             |                          |                      |                        |                          |              |              |              |  |  |              |              |              |  |  |                  |                  |                  |
|  |             | S3                       | Louisiana IceGators  | 1                      |                          |              |              |              |  |  |              |              |              |  |  |                  |                  |                  |
|  | N1          | S3                       | Louisiana IceGators  | 1                      | Columbus Chill           | 3            |              |              |  |  |              |              |              |  |  |                  |                  |                  |
|  | N1          |                          |                      |                        | Columbus Chill           | 3            |              |              |  |  |              |              |              |  |  |                  |                  |                  |
|  | N5          | Toledo Storm             | 2                    |                        |                          |              |              |              |  |  |              |              |              |  |  |                  |                  |                  |
|  | N5          | Toledo Storm             | 2                    | N1                     | Columbus Chill           | 0            |              |              |  |  |              |              |              |  |  |                  |                  |                  |
|  |             |                          |                      | N1                     | Columbus Chill           | 0            |              |              |  |  |              |              |              |  |  |                  |                  |                  |
|  |             |                          | N2                   | Peoria Rivermen        | 3                        |              |              |              |  |  |              |              |              |  |  |                  |                  |                  |
|  | N2          | Peoria Rivermen          | N2                   | Peoria Rivermen        | 3                        | 3            |              |              |  |  |              |              |              |  |  |                  |                  |                  |
|  | N2          | Peoria Rivermen          |                      |                        |                          | 3            |              |              |  |  |              |              |              |  |  |                  |                  |                  |
|  | N4          | Wheeling Nailers         | 0                    |                        |                          |              |              |              |  |  |              |              |              |  |  |                  |                  |                  |
|  | N4          | Wheeling Nailers         | 0                    | N2                     | Peoria Rivermen          | 1            |              |              |  |  |              |              |              |  |  |                  |                  |                  |
|  |             |                          |                      | N2                     | Peoria Rivermen          | 1            |              |              |  |  |              |              |              |  |  |                  |                  |                  |
|  |             | S3                       | Louisiana IceGators  | 3                      |                          |              |              |              |  |  |              |              |              |  |  |                  |                  |                  |
|  | S2          | S3                       | Louisiana IceGators  | 3                      | Birmingham Bulls         | 3            |              |              |  |  |              |              |              |  |  |                  |                  |                  |
|  | S2          |                          |                      |                        |                          |              |              |              |  |  |              |              |              |  |  |                  |                  |                  |
|  | S5          | Mississippi Sea Wolves   | 0                    |                        |                          |              |              |              |  |  |              |              |              |  |  |                  |                  |                  |
|  | S5          | Mississippi Sea Wolves   | 0                    | S2                     | Birmingham Bulls         | 2            |              |              |  |  |              |              |              |  |  |                  |                  |                  |
|  |             |                          |                      | S2                     | Birmingham Bulls         | 2            |              |              |  |  |              |              |              |  |  |                  |                  |                  |
|  |             |                          | S3                   | Louisiana IceGators    | 3                        |              |              |              |  |  |              |              |              |  |  |                  |                  |                  |
|  | S3          | Louisiana IceGators      | S3                   | Louisiana IceGators    | 3                        | 3            |              |              |  |  |              |              |              |  |  |                  |                  |                  |
|  | S3          | Louisiana IceGators      |                      |                        |                          |              |              |              |  |  |              |              |              |  |  |                  |                  |                  |
|  | S4          | Mobile Mysticks          | 0                    |                        |                          |              |              |              |  |  |              |              |              |  |  |                  |                  |                  |

### Kelly-Cup-Sieger
| Kelly-Cup-Sieger South Carolina Stingrays | Andy Adams, Jared Bednar, Rob Butler, Jason Cipolla, Rob Concannon, Mario Cormier, Brad Dexter, Jason Fitzsimmons, Jason Hehr, Chris Hynnes, Kevin Knopp, Taras Lendzyk, Brett Marietti, David Mayes, Steve Parson, Jeff Romfo, Mike Ross, Chris Rowland, Dave Seitz, Marc Tardif, Brendan Yarema Trainer: Rick Vaive |

## Vergebene Trophäen
| Auszeichnung                                                        | Spieler                  | Team                     |
| ------------------------------------------------------------------- | ------------------------ | ------------------------ |
| ECHL Coach of the Year Bester Trainer                               | Brian McCutcheon         | Columbus Chill           |
| ECHL Most Valuable Player Bester Spieler der regulären Saison       | Mike Ross                | South Carolina Stingrays |
| Kelly Cup Playoffs Most Valuable Player Bester Spieler der Playoffs | Jason Fitzsimmons        | South Carolina Stingrays |
| ECHL Rookie of the Year Bester Rookie der regulären Saison          | Dany Bousquet            | Birmingham Bulls         |
| ECHL Goaltender of the Year Bester Torwart der regulären Saison     | Marc Delorme             | Louisiana IceGators      |
| ECHL Defenseman of the Year Bester Verteidiger der regulären Saison | Chris Valicevic          | Louisiana IceGators      |
| ECHL Leading Scorer Bester Scorer der regulären Saison              | Ed Courtenay             | South Carolina Stingrays |
| Kelly Cup Gewinner der ECHL-Playoffs                                | South Carolina Stingrays | South Carolina Stingrays |
| Henry Brabham Cup Bestes Team der regulären Saison                  | South Carolina Stingrays | South Carolina Stingrays |